# Volva

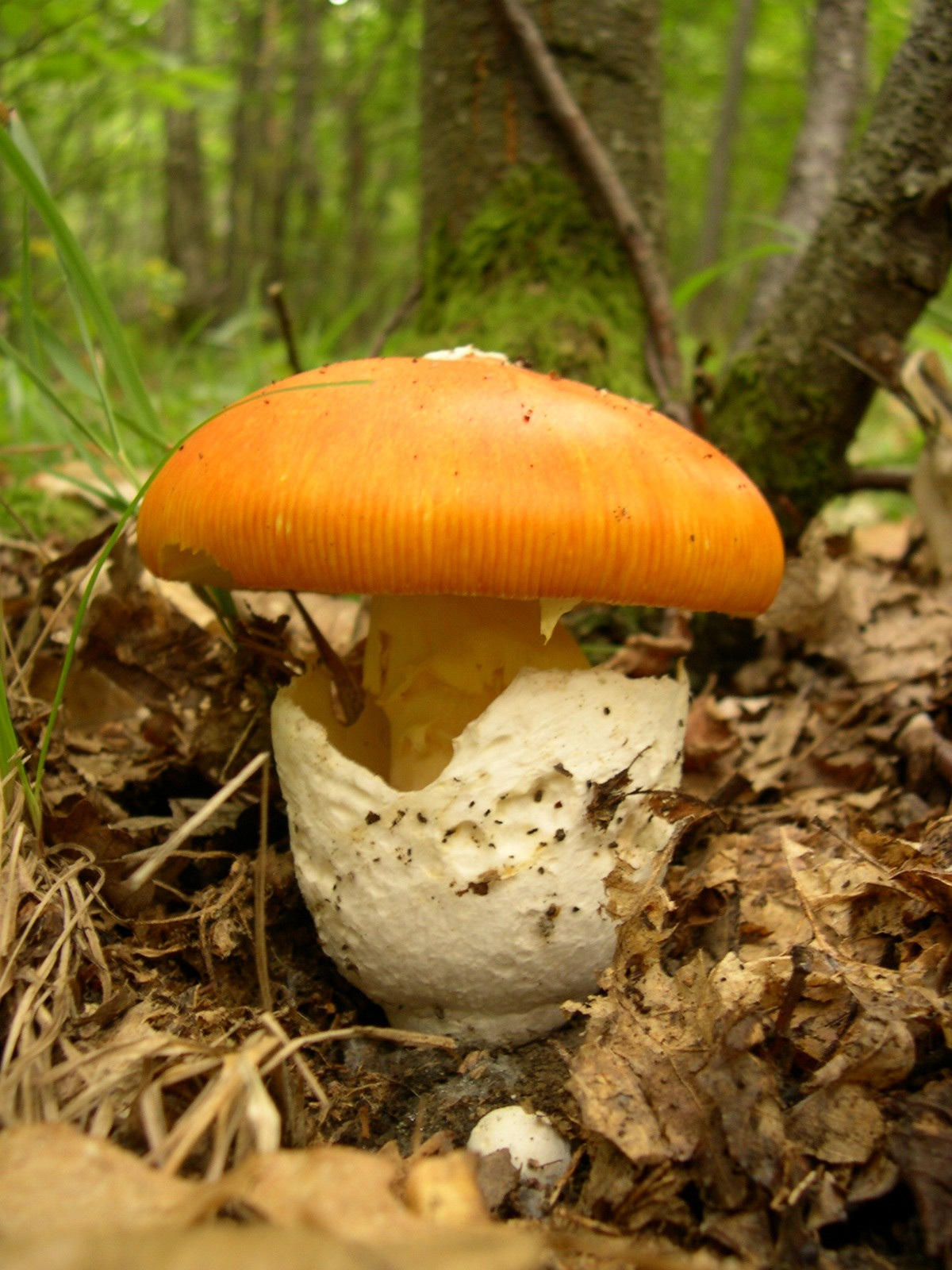
Aus dem Velum universale hervorgehende Volva beim Kaiserling

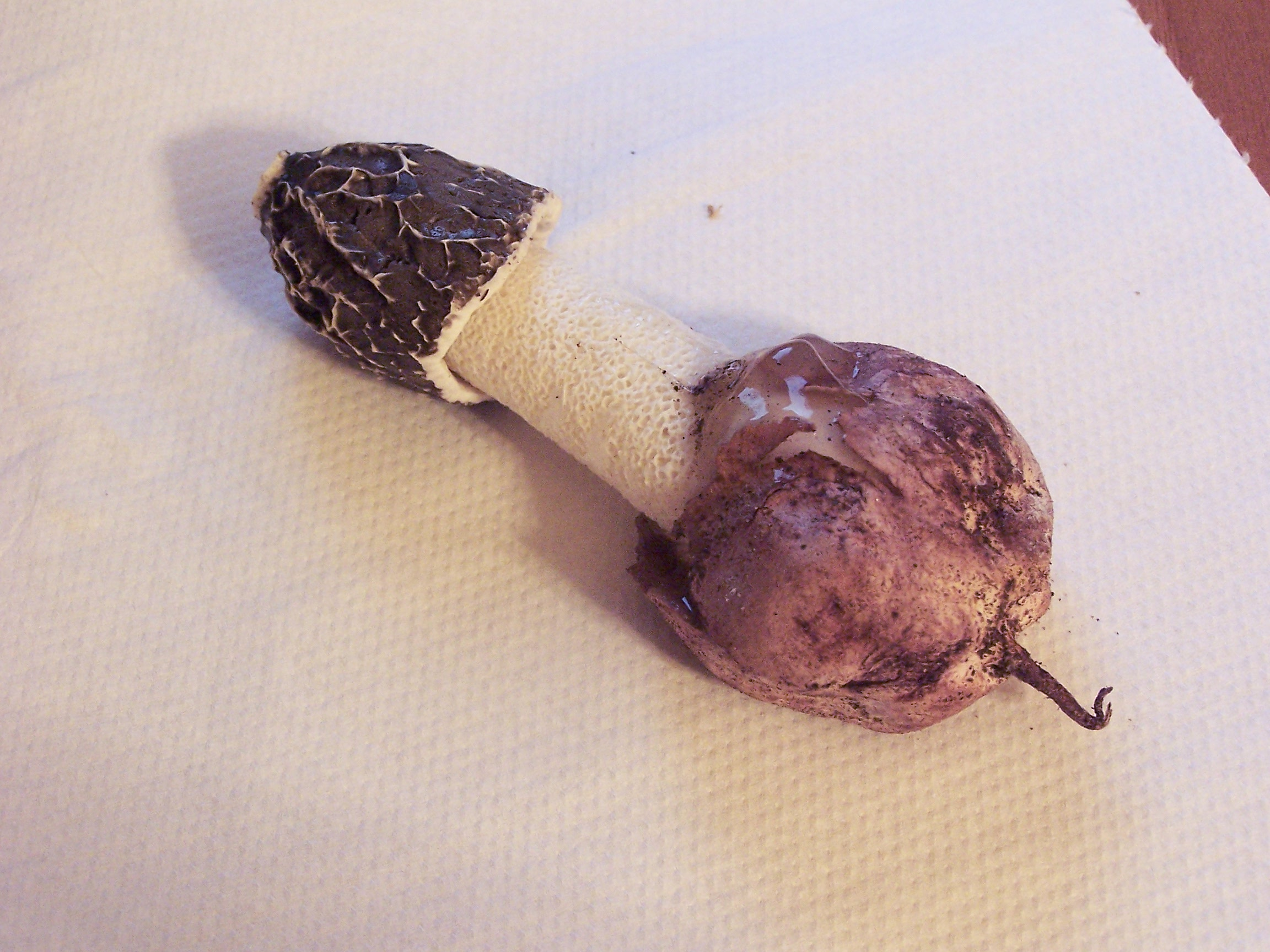
Aus der Peridie hervorgehende Volva der Dünen-Stinkmorchel

Die Volva (Scheide) ist eine häutige oder wulstartige Hülle, die die Fruchtkörper mancher Pilzarten umgibt. Je nach Pilzart kann sie aus unterschiedlichen Vorgängerstrukturen entstehen:
Bei den Scheidlingen und Wulstlingen entsteht die Volva aus dem Velum universale. Die Volva der Stinkmorchelartigen besteht aus der gesamten Peridie, bei einigen Arten der Stielbovistartigen aus den Resten der Exoperidie.